# Steve Case

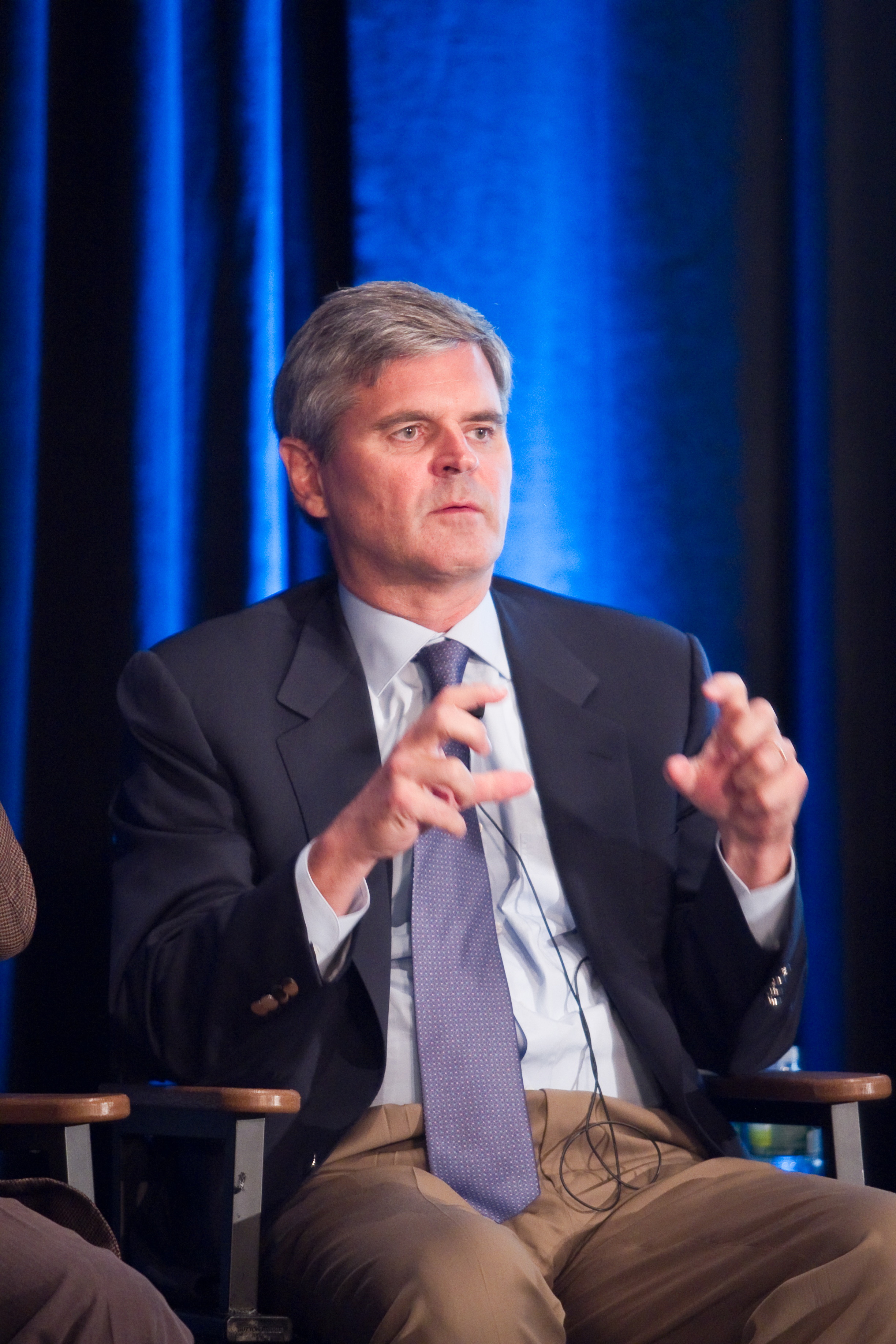
Steve Case (2011)

Stephen McConnell Case (* 21. August 1958 in Honolulu) ist der Gründer von America Online (AOL). Er trat im Januar 2003 auf Druck der Anteilseigner in der Folge von finanziellen Schwierigkeiten und Abrechnungsskandalen als Vorstandsvorsitzender (CEO) zurück und fungierte fortan nur noch als Director und Co-Chair im „Strategic Committee“.
Er gründete ursprünglich Quantum Link, einen Onlinedienst für den Commodore 64. Seit 1988 wurden Apple und IBM-kompatible Computer unterstützt. 1991 erfolgte die Umbenennung zu America Online. 1994 stieg die Anzahl der Nutzer auf eine Million.
Nach einem Jahrzehnt extremen Wachstums fusionierte AOL Anfang 2000 mit Time Warner und firmierte fortan eine Zeit lang unter der Bezeichnung „AOL Time Warner“, bevor es sich wieder in „Time Warner“ umbenannte.
Im April 2005 gründete Steve Case das Unternehmen „Revolution“, das sich auf die Fahnen geschrieben hat, „Konsumenten mehr Wahlmöglichkeiten, Komfort und Kontrolle einzuräumen“. Im Oktober 2005 hat  Case Time Warner endgültig verlassen, um sich ausschließlich seiner neuen Firma widmen zu können.
Nach seinem Platz bei AOL gründete Case 2005 die Revolution LLC mit Donn Davis und Tige Savage. Zu den frühen Investitionen gehören Revolution Money, HelloWallet, AddThis, Zipcar, Living Social und luxury travel club Exclusive Resorts. Diese letzten drei wurden als frühe Wetten auf die neue Ökonomie im Web betrachtet und waren schon frühe Beispiele für das, was heutzutage als „Sharing Economy“ bezeichnet wird. Zipcar ging im April 2011 an die Börse und erzielte eine Marktbewertung von mehr als 1 Mrd. USD, bevor es im Januar 2013 von der Avis Budget Group übernommen wurde.
Andere Ereignisse beinhalten den Kauf von Revolution Money für 300 Millionen Dollar von American Express im Jahr 2009, und am 29. Mai 2014 kündigte MorningStar Pläne an, HelloWallet für einen nicht genannten Betrag zu erwerben.
Im Jahr 2011 startete Case zusammen mit Ted Leonsis und Donn Davis den 450 Millionen USD-schweren „Revolution Growth“ Fonds. Die bisherigen Investitionen des Fonds umfassen BigCommerce, CustomInk, Echo360, FedBid, Handy, Lolly Wolly Doodle, Optoro, Resonate, Revolution Foods, Sweetgreen, Sparefoot, Bedrock Manufacturing, LDiscovery, Interactions, Cava, DraftKings und Sportradar. Im Jahr 2013 startete er den „Revolution Ventures“ Fonds mit Tige Savage und David Golden. Revolution Ventures hat in BenchPrep, Booker, Busbud, Framebridge, Homesnap, Insikt, OrderUp, RunKeeper, MemberSuite und PolicyGenius investiert.
Case gründete zusammen mit JD Vance den Venture-Capital-Fund «Rise of the Rest», der auch Startup-Unternehmen unterstützt.
Case kontrolliert zehntausende Hektar Land in Hawaii, einschließlich einer Mehrheitsbeteiligung an der Maui Land & Pineapple Firma und Grove Farm, die in einer sehr umstrittenen Transaktion erworben wurden, die zu jahrelangen Rechtsstreitigkeiten mit den früheren Eigentümern der Farm führte.
Steve Case ist der Cousin von Ed Case, der zwischen 2002 und 2007 den Staat Hawaii im US-Repräsentantenhaus vertrat.